# Distretto di Vranov nad Topľou
Il distretto di Vranov nad Topľou (okres Vranov nad Topľou) è uno dei distretti della regione di Prešov, nella Slovacchia orientale.
Fino al 1918, il distretto faceva parte della contea ungherese di Zemplín, eccetto la zona intorno a Hanušovce nad Topľou, che faceva parte della contea di Šariš.

## Geografia antropica
Il distretto è composto da 2 città e 66 comuni:

### Città
- Hanušovce nad Topľou
- Vranov nad Topľou

### Comuni
- Babie
- Banské
- Benkovce
- Bystré
- Cabov
- Čaklov
- Čičava
- Čierne nad Topľou
- Davidov
- Detrík
- Dlhé Klčovo
- Ďapalovce
- Ďurďoš
- Giglovce
- Girovce
- Hencovce
- Hermanovce nad Topľou
- Hlinné
- Holčíkovce
- Jasenovce
- Jastrabie nad Topľou
- Juskova Voľa

- Kamenná Poruba
- Kladzany
- Komárany
- Kučín
- Kvakovce
- Majerovce
- Malá Domaša
- Matiaška
- Medzianky
- Merník
- Michalok
- Nižný Hrabovec
- Nižný Hrušov
- Nižný Kručov
- Nová Kelča
- Ondavské Matiašovce
- Pavlovce
- Petkovce
- Petrovce
- Piskorovce
- Poša
- Prosačov

- Radvanovce
- Rafajovce
- Remeniny
- Rudlov
- Ruská Voľa
- Sačurov
- Sečovská Polianka
- Sedliská
- Skrabské
- Slovenská Kajňa
- Soľ
- Štefanovce
- Tovarné
- Tovarnianska Polianka
- Vavrinec
- Vechec
- Vlača
- Vyšný Kazimír
- Vyšný Žipov
- Zámutov
- Zlatník
- Žalobín